# Suore di Santa Marta (Périgueux)
Le Suore di Santa Marta (in francese Sœurs de Sainte-Marthe de Périgueux) sono un istituto religioso femminile di diritto pontificio.

## Storia

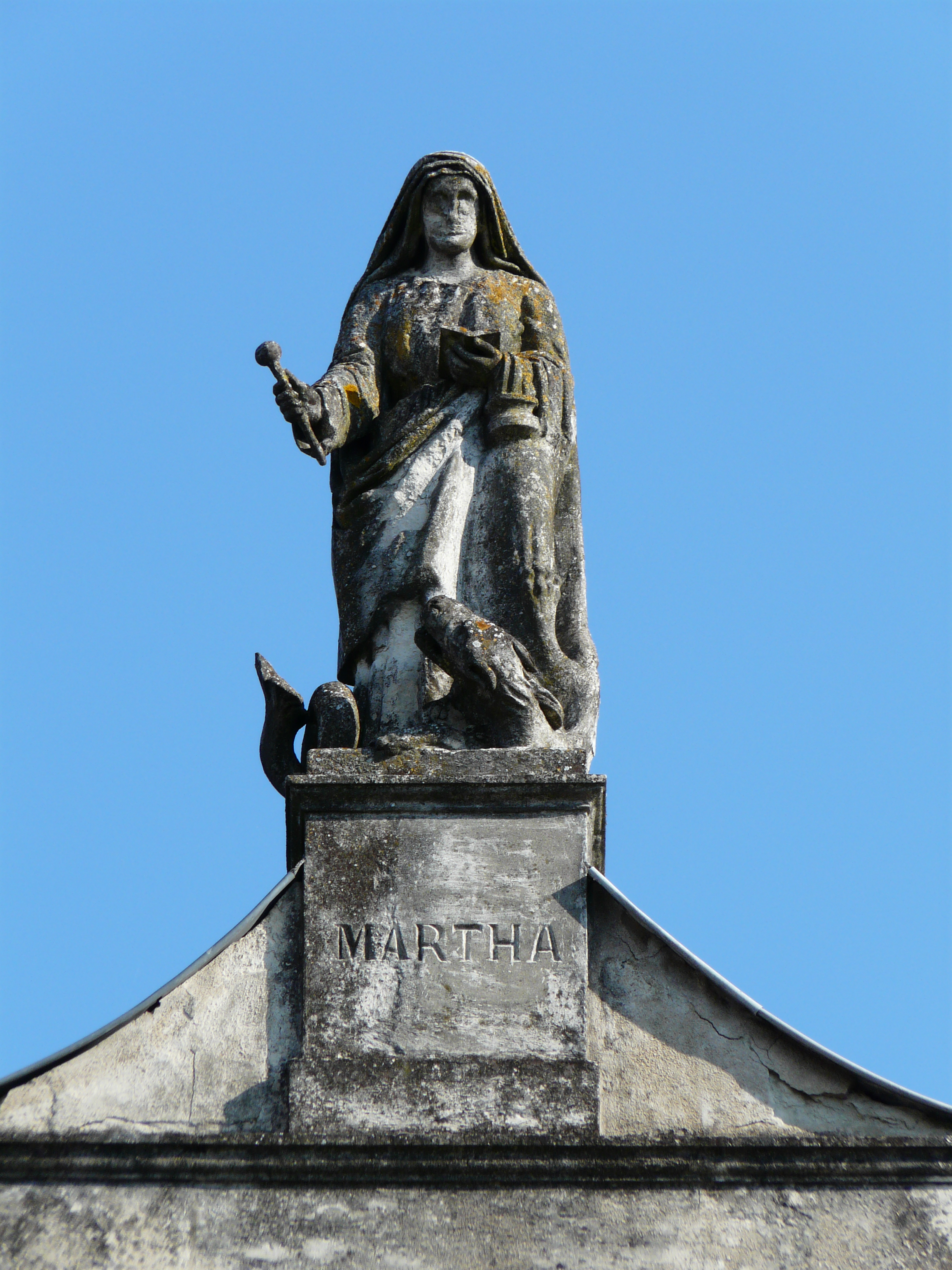
La statua di santa Marta che decora la casa-madre della congregazione a Périgueux

La congregazione ebbe inizio il 27 aprile 1643 quando un gruppo di giovani donne, con il beneplacito del vescovo François de La Béraudière, si pose al servizio dell'ospedale di Santa Marta di Périgueux sotto la guida delle sorelle Antoinette e Jeanne Juilhard.
Fino al 1835 la comunità di Périgueux ebbe solo due filiali (una nella stessa città e un'altra a Mussidan), ma i suoi statuti furono adottati da numerosi gruppi di religiose ospedaliere della regione.
Nel 1852, in applicazione delle decisioni del concilio provinciale di Bordeaux, il vescovo Jean-Baptiste George de La Massonnais riunì nove congregazioni delle diocesi di Périgueux e Serlat imparentate con le suore di Santa Marta in un unico istituto. L'unificazione fu proclamata il 19 marzo 1854.
L'istituto ricevette il pontificio decreto di lode il 26 aprile 1896 e le sue costituzioni ottennero l'approvazione definitiva il 21 marzo 1939.
Nel 1969 si fusero insieme con le figlie di Santa Marta di Angoulême e le suore di Santa Marta di Romans-sur-Isère; nel 1971 alla congregazione si unirono le suore del Buon Pastore della Visitazione di Caudéran e quelle della Dottrina cristiana di Bordeaux.

## Attività e diffusione
Le suore si dedicano all'assistenza agli ammalati e ai carcerati, all'istruzione e all'educazione cristiana della gioventù.
Sono presenti in Argentina, Camerun, Francia, Gabon, Regno Unito e Spagna; la sede generalizia è a Trélissac.
Alla fine del 2011 la congregazione contava 171 religiose in 33 case.